# Lacrimosa (chanson)
Pour les articles homonymes, voir Lacrimosa.
 (mai 2024).
Si vous disposez d'ouvrages ou d'articles de référence ou si vous connaissez des sites web de qualité traitant du thème abordé ici, merci de compléter l'article en donnant les références utiles à sa vérifiabilité et en les liant à la section « Notes et références ».
Singles de Kalafina
Fairytale
(2008) Storia
(2009)
Lacrimosa /lakriˈmosa/ (« larmoyant » en latin et en italien) est le 4e single de Kalafina sorti sous le label Sony Music Entertainment Japan le 4 mars 2009 au Japon. Il atteint la 14e place du classement de l'Oricon. Il se vend à 10 456 exemplaires la première semaine, et reste classé 7 semaines pour un total de 17 676 exemplaires vendus. Single avec les 3 chanteuses, Keiko Kubota, Wakana Ōtaki et Hikaru Masai. Il sort en format CD et CD+DVD.
Lacrimosa a été utilisé comme générique de fin de l'épisode 14 de l'anime Black Butler. Lacrimosa se trouve sur l'album Red Moon. Yuki Kajiura a produit, créé les paroles et la musique de ce single.

## Liste des titres
| 1. | Lacrimosa                | 4:14 |
| 2. | Gloria                   | 3:45 |
| 3. | Lacrimosa ~Instrumental~ | 4:13 |

| 1. | Lacrimosa                                     |  |
| 2. | Black Butler (Kuroshitsuji) Textless Ending 2 |  |